# Liothyrella oblonga
Liothyrella oblonga är en armfotingsart som beskrevs av Cooper 1973. Liothyrella oblonga ingår i släktet Liothyrella och familjen Terebratulidae. Inga underarter finns listade i Catalogue of Life.